# Running
"Running" er en sang indspillet af den græsk-tyske sanger Sandro Nicolas. Sangen repræsenterer Cypern ved Eurovision Song Contest 2020 i Rotterdam, Holland, efter at den er blevet valgt internt af den nationale tv-selskab Cyprus Broadcasting Corporation.